# Liste der Kulturdenkmale in Emleben

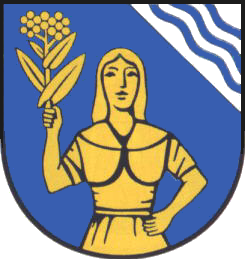

Die Liste der Kulturdenkmale in Emleben ist auf dem Stand vom November 2010 und enthält gemäß dem Gesetz zur Pflege und zum Schutz der Kulturdenkmale im Land Thüringen (ThüDSchG) in der geltenden Fassung vom 24. Februar 2016 bzw. dem Ersten Gesetz zur Änderung des ThüDSchG vom 23. November 2005 die Kulturdenkmale der genannten Gemeinde im thüringischen Landkreis Gotha. Erfüllende Gemeinde für Emleben ist Georgenthal.
Hinweis: Die Liste kann Änderungen unterworfen sein, die hier nicht erscheinen. In Einzelfällen kann die aktuelle Liste bei der Unteren Denkmalschutzbehörde des Landratsamtes oder beim Bauamt der jeweiligen Gemeinde oder der Verwaltungsgemeinschaft eingesehen werden.

## Definitionen
Der Schutz der unbeweglichen Kulturdenkmale entsteht bereits durch das Vorliegen der gesetzlichen Voraussetzungen des § 2 des Thüringer Denkmalschutzgesetzes und ist nicht von der Eintragung in die Denkmalliste des Landes oder der Gemeinden abhängig. Das bedeutet, dass auch Objekte, die nicht in einer Denkmalliste verzeichnet sind, durchaus Denkmale sein können.

### Kulturdenkmale
Laut § 2 des Thüringer Denkmalschutzgesetzes sind Kulturdenkmale alle Sachen, Sachgesamtheiten oder Sachteile, die aus geschichtlichen, künstlerischen, technischen, wissenschaftlichen, volkskundlichen oder städtebaulichen Gründen sowie aus Gründen der historischen Dorfbildpflege ein öffentliches Interesse besteht. Zu den Kulturdenkmalen werden auch Denkmalensembles und Bodendenkmale gezählt.

#### Denkmalensemble
Um ein Denkmalensemble kann es sich handeln bei:
- baulichen Gesamtanlagen: Bauliche Gesamtanlagen sind insbesondere Gebäudegruppen, einheitlich gestaltete Quartiere und Siedlungen und historische Ortskerne einschließlich der mit ihnen verbundenen Pflanzen, Frei- und Wasserflächen.
- kennzeichnenden Straßen-, Platz- oder Ortsbildern: Ein kennzeichnendes Straßen-, Platz- oder Ortsbild ist insbesondere gegeben, wenn das Erscheinungsbild der Anlage für eine bestimmte Epoche oder Entwicklung oder für eine charakteristische Bauweise mit auch unterschiedlichen Stilarten kennzeichnend ist.
- kennzeichnende Ortsgrundrisse: Ein kennzeichnender Ortsgrundriss ist gegeben, wenn das Erscheinungsbild der Anlage für eine bestimmte Epoche oder Entwicklung charakteristisch ist, insbesondere im Hinblick auf Orts- und Siedlungsformen, Straßenführungen, Parzellenstrukturen und Festungsanlagen.
- historischen Park- und Gartenanlagen: Historische Park- und Gartenanlagen sind Werke der Gartenbaukunst, deren Lage sowie architektonische und pflanzliche Gestaltung von der Funktion der Anlage als Lebensraum und Selbstdarstellung früherer Gesellschaftsformen und der von ihr getragenen Kultur Zeugnis geben. Dazu zählen auch Tier- und botanische Gärten, soweit sie eine eigene historische und architektonische Gesamtgestaltung besitzen.
- historischen Produktionsstätten und -anlagen.

Nicht alle Teile eines Denkmalensembles müssen Kulturdenkmal sein, um als Kulturdenkmal zu gelten.

#### Bodendenkmal
Bewegliche oder unbewegliche Sachen, die im Boden oder unter Wasser verborgen waren oder sind und die Auskunft geben über tierisches oder pflanzliches Leben (paläontologische Denkmale) oder die Zeugnisse, Überreste oder Spuren der menschlichen Kultur (archäologische Denkmale) darstellen, sind Bodendenkmale.

### Hinweis
Die vorliegende Denkmalliste macht die beschriebenen Unterscheidungen nicht durchgängig.

## Einzeldenkmale §2 Abs. (1) Nr. ThürDSchG

### Sakralbauten
| Bild                           | Bezeichnung                                                                                    | Lage                                  | Datierung | Beschreibung | ID |
| ------------------------------ | ---------------------------------------------------------------------------------------------- | ------------------------------------- | --------- | --- | -- |
| weitere Bilder Fotos hochladen | Kirche St. Bonifatius mit Ausstattung, Grabsteinen auf dem Friedhof und in den Friedhofsmauern | Kirchplatz 3, Flur 1–73, 1–74 (Karte) | 1872      | Die Vorgängerkirche, von der der Kirchturm stammt, wurde 1443 erbaut. Um 1872 ist der neoromanische Saalbau mit Doppelemporen errichtet worden. Das Kirchenschiff ist per dato (2016) zur Hälfte saniert. Die Kirchendecke ist schadhaft. Die Restaurierung dauert auch im Jahr 2016 noch an, weswegen die kirchlichen Höhepunkte in anderen Gebäuden stattfinden. |    |

### Profanbauten (nach Orten)
| Bild                           | Bezeichnung                                          | Lage                                                   | Datierung | Beschreibung | ID |
| ------------------------------ | ---------------------------------------------------- | ------------------------------------------------------ | --------- | --- | -- |
| Fotos hochladen                | Pfarrhaus                                            | Kirchplatz 1; Flur und Flurstück: 1–81, 1–82/2 (Karte) |           | |    |
| Fotos hochladen                | Schule                                               | Kirchplatz 2, Flur und Flurstück: 1–71/2 (Karte)       |           | |    |
| weitere Bilder Fotos hochladen | Archäologisches Denkmal: „Pfingstgehege“: Steinkreuz | Flur und Flurstück: 2–382 (Karte)                      |           | Auf der östlichen Gemarkungsgrenze mit Gospiteroda befindet sich ein Sühnekreuz. Eine Infotafel daneben enthält den Text: „Hier wurde am 27. Juli 1628 im Dreißigjährigen Krieg der Bauer Max Rudloff aus Ernstroda auf dem Weg nach Gotha von Soldaten erschlagen“. Eine Sitzbank lädt zum Verweilen ein. |    |